# Judd Gregg
Judd Gregg (Nashua, 1947. február 14. –) az Amerikai Egyesült Államok szenátora (New Hampshire, 1993–2011).

## Ifjúkora
Nashuában született, Catherine Gregg (született Warner) és Hugh Gregg fia, aki 1953 és 1955 között kormányzó volt.
Gregg 1965-ben végzett a Phillips Exeter Akadémián. 1969-ben baccalaureus diplomát szerzett a Columbia Egyetemen, majd 1972-ben Juris Doctor diplomát a Bostoni Egyetem jogi karán.

## Politikai karrierje
Első választott tisztségét a New Hampshire-i Végrehajtó Tanács tagjaként töltötte be 1979-1981 között. 1980-ban megválasztották az Egyesült Államok Képviselőházába, majd 1982-ben, 1984-ben és 1986-ban újraválasztották.